# اولنا استاریکووا
اولنا استاریکووا (اوکراینی: Олена Вікторівна Старікова؛ زادهٔ ۲۲ آوریل ۱۹۹۶) دوچرخه‌سوار اهل اوکراین است.
وی در مسابقات کشوری و بین‌المللی در مجموع برندهٔ ۲ مدال طلا، ۷ مدال نقره، ۴ مدال برنز شده‌است.